# Ратшмен, Эдли
Эдли Стэн Ратшмен (англ. Adley Stan Rutschman; 6 февраля 1998, Шервуд, Орегон) — американский бейсболист, кэтчер клуба Главной лиги бейсбола «Балтимор Ориолс». На студенческом уровне играл за команду университета штата Орегон, победитель и самый ценный игрок студенческой Мировой серии 2018 года, лучший игрок конференции Pac-12 по итогам сезона 2019 года. В том же году на драфте Главной лиги бейсбола он был выбран под общим первым номером.

## Биография
Эдли Ратшмен родился 6 февраля 1998 года в Шервуде в штате Орегон. Один из двух детей в семье. Его дед Адольф Ратшмен более двадцати лет работал главным тренером футбольной команды Линфилдского колледжа и в 1998 году был избран в Зал славы студенческого американского футбола. Ратшмен учился в старшей школе Шервуда, играл за её бейсбольную команду, в составе футбольной выходил на поле на позициях лайнбекера и кикера. Во время учёбы он был членом Национального почётного общества. В 2015 году он установил рекорд Орегона, реализовав 63-ярдовый филд-гол. После окончания школы Ратшмен занимал второе место в рейтинге лучших бейсболистов штата по версии Baseball Northwest.

### Любительская карьера
В 2016 году Ратшмен поступил в университет штата Орегон. В том же году он дебютировал в составе его футбольной команды в роли кикера. Средняя дистанция пробитых им начальных ударов составляла 59,5 ярдов. В сезоне 2017 года он начал выступления в бейсбольной команде Биверс, сыграв в 61 матче. Его показатель отбивания составил 23,4 %, он набрал 33 RBI.
В сезоне 2018 года Ратшмен провёл в стартовом составе команды 67 матчей, выиграв вместе с ней студенческую Мировую серию и получив приз самому ценному её игроку. Эффективность его игры на бите по итогам года составила 40,8 %, он установил рекорды университета, выбив 102 хита и набрав 83 RBI. В играх плей-офф на его счету было 17 хитов, рекордный показатель для Мировой серии. Также Ратшмен был включён в составы сборных звёзд сезона и конференции Pac-12.
В 2019 году он сыграл 57 матчей и с показателем 41,1 % стал самым эффективным отбивающим конференции. Заработанные Ратшменом 76 уоков стали новым рекордом университета. По итогам сезона он был признан лучшим игроком Pac-12, вошёл в состав сборной звёзд конференции. Ассоциация американских бейсбольных тренеров и издание Baseball America присудили ему титул игрока года. Ратшмен стал обладателем наград Голден Спайкс лучшему бейсболисту-любителю в США, Дик Хаузер Трофи лучшему игроку NCAA и Бастер Поузи Эворд лучшему кэтчеру студенческого бейсбола.

### Профессиональная карьера
На драфте Главной лиги бейсбола 2019 года «Балтимор Ориолс» выбрали Ратшмена под общим первым номером. При подписании контракта с клубом он получил рекордный бонус в размере 8,1 млн долларов, опередив по его сумме питчера Геррита Коула. Профессиональную карьеру он начал в составе дочерней команды «Ориолс» в Лиге Галф-Кост, затем играл за «Абердин Айронбердс» и «Делмарву Шорбердс». Суммарно в сезоне 2019 года Ратшмен провёл 37 матчей, отбивая с показателем 25,4 %. Весной 2020 года он был приглашён на сборы с основным составом «Балтимора». Позднее сезон в младших лигах был отменён из-за пандемии COVID-19 и в 2020 году он не принимал участия в официальных матчах. К весне 2021 года он подошёл в статусе одного из лучших молодых игроков в фарм-системе «Ориолс».
В сезоне 2021 года Ратшмен играл за «Боуи Бэйсокс» и «Норфолк Тайдс». Его итоговый показатель отбивания составил 28,5 %, он выбил 23 хоум-рана. Также он был признан лучшим защитным кэтчером в младших лигах и проявил себя как лидер команды. Регулярный чемпионат 2022 года он начал в фарм-клубе, но уже в мае Ратшмена перевели в основной состав «Ориолс». В дебютном сезоне в Главной лиге бейсбола он сыграл 113 матчей, отбивая с показателем 25,4 %, выбил 13 хоум-ранов и набрал 42 RBI. По итогам года он был включён в состав сборной новичков лиги по версии Baseball America. В рейтинге лучших дебютантов по версии лиги Ратшмен занял второе место, уступив лишь Хулио Родригесу, при этом по показателю полезности fWAR он стал первым среди новичков. В октябре ему была присуждена награда самому ценному игроку «Ориолс». До Ратшмена её лауреатами становилось лишь двое новичков — питчеры Грегг Олсон и Родриго Лопес.